# Grafschaft Limburg

Wappen der Grafschaft Limburg

Die historische Grafschaft Limburg umfasste einen etwa 118 Quadratkilometer großen Bereich zwischen der unteren Lenne und der Ruhr.

## Lage und Territorium

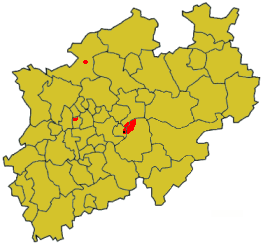
Grafschaft Limburg (Lenne) und ihre Besitzungen (rot), die unterlegte Karte zeigt die Verwaltungsgrenzen der Kreise und kreisfreien Städte Nordrhein-Westfalens.

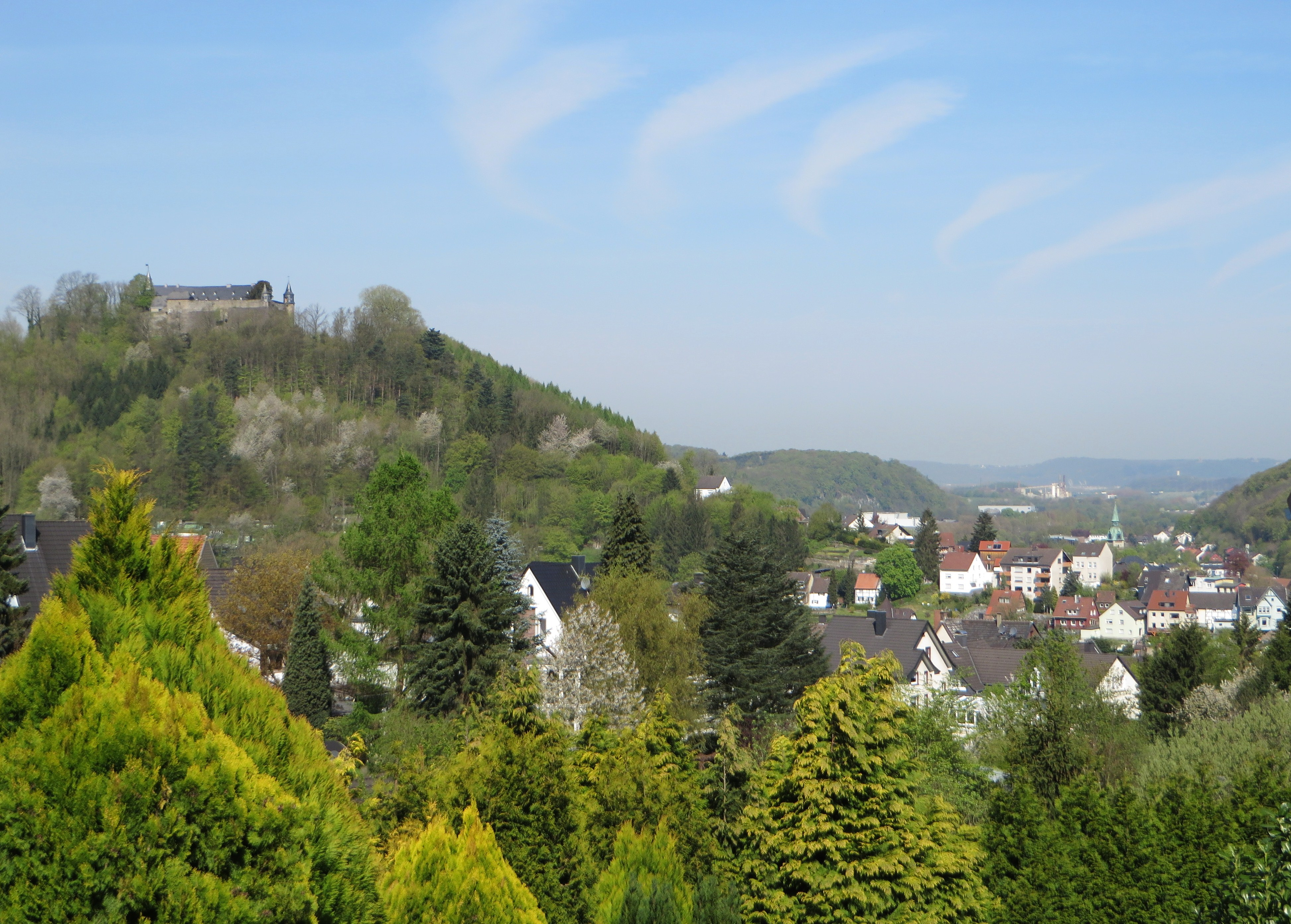
Schloss Hohenlimburg über dem Tal der Lenne bei Hagen, Residenz der Grafschaft

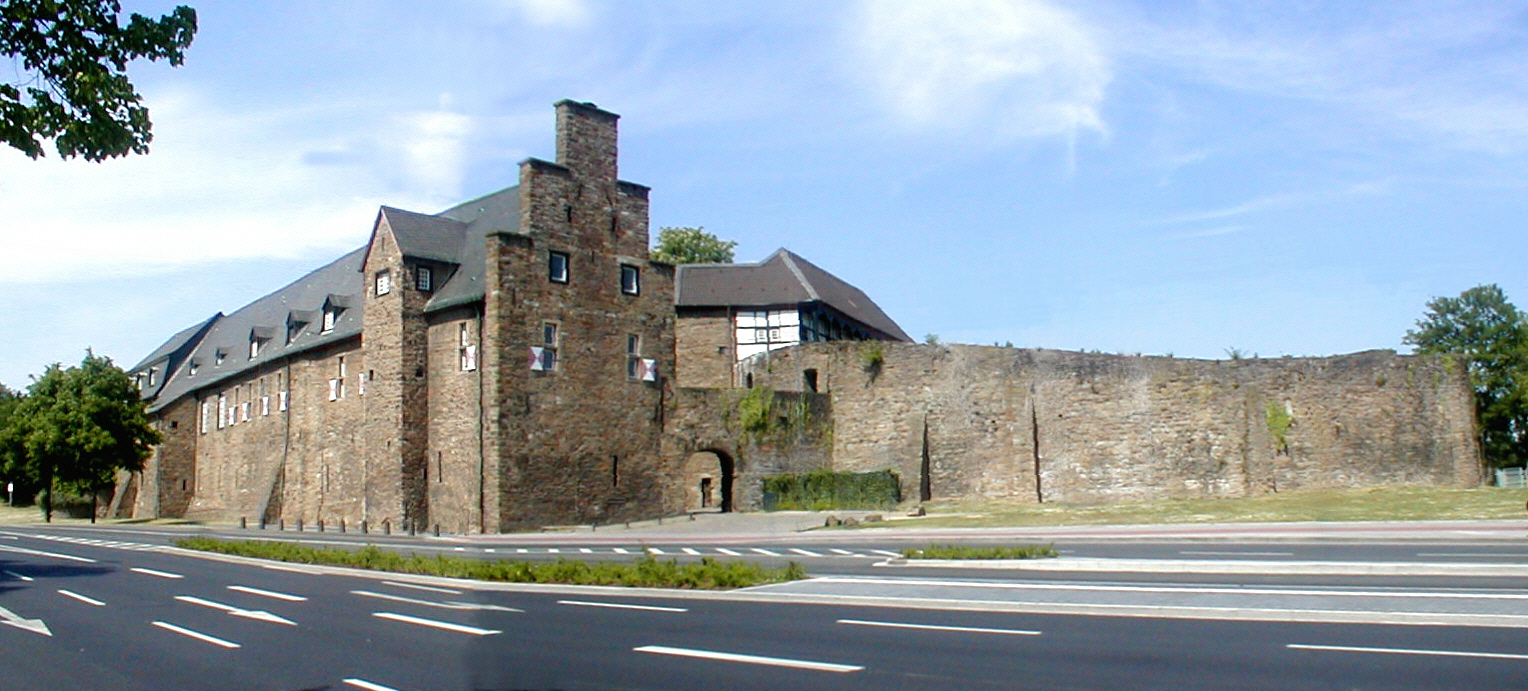
Schloss Broich in Broich (Mülheim an der Ruhr), Sitz der Herrschaft Broich, zeitweise Residenz der Nebenlinie Limburg-Broich

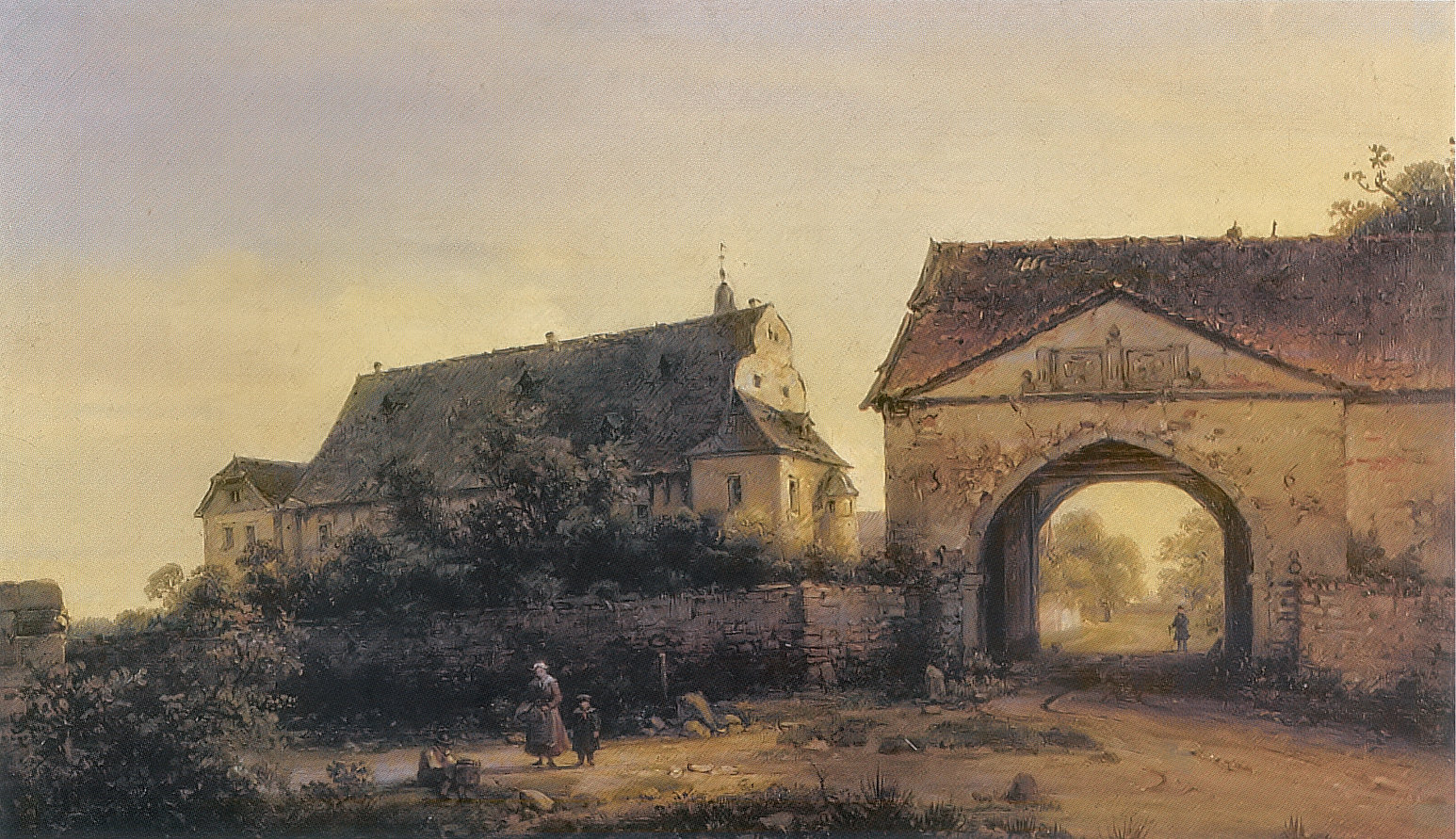
Schloss Styrum, Sitz der Herrschaft Styrum, bis 1806 regiert von der Nebenlinie Limburg-Styrum

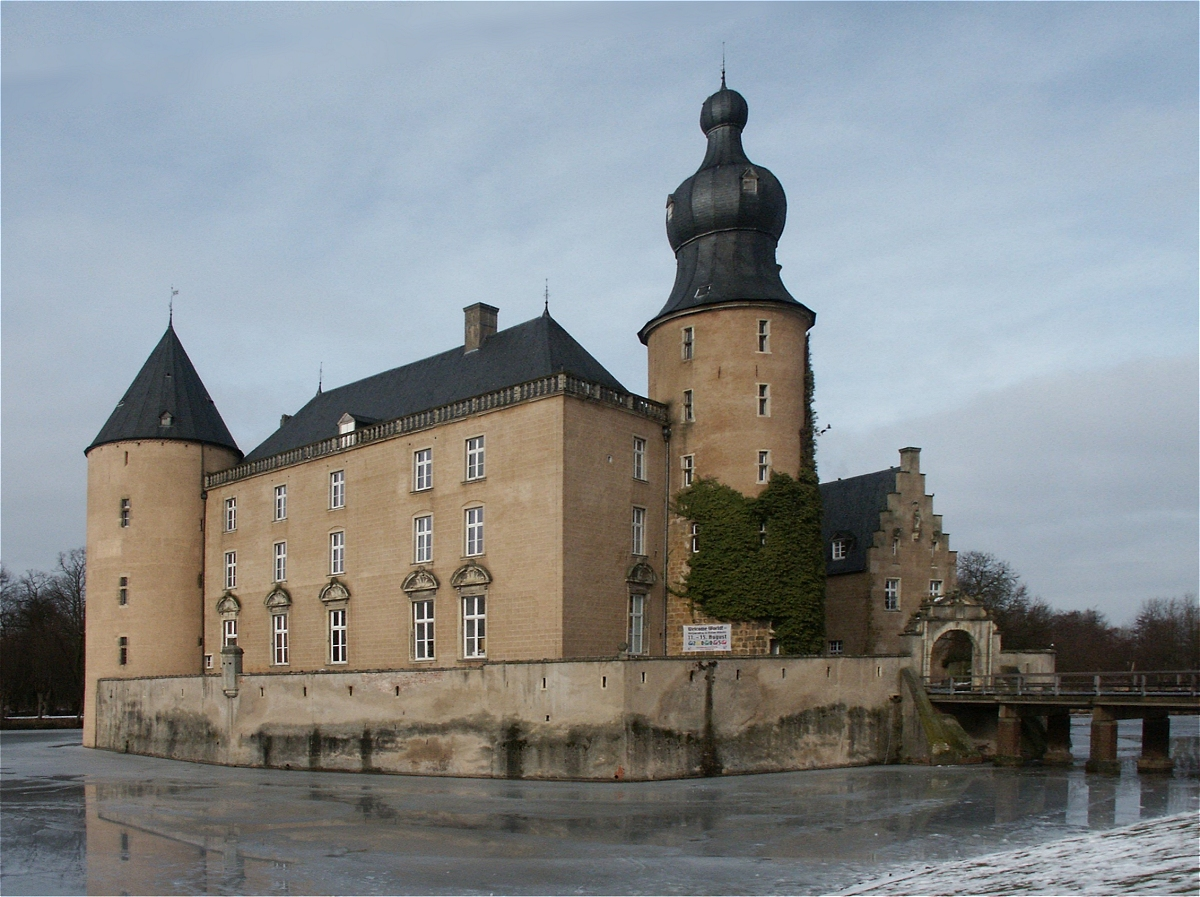
Burg Gemen, Sitz der Herrschaft Gemen

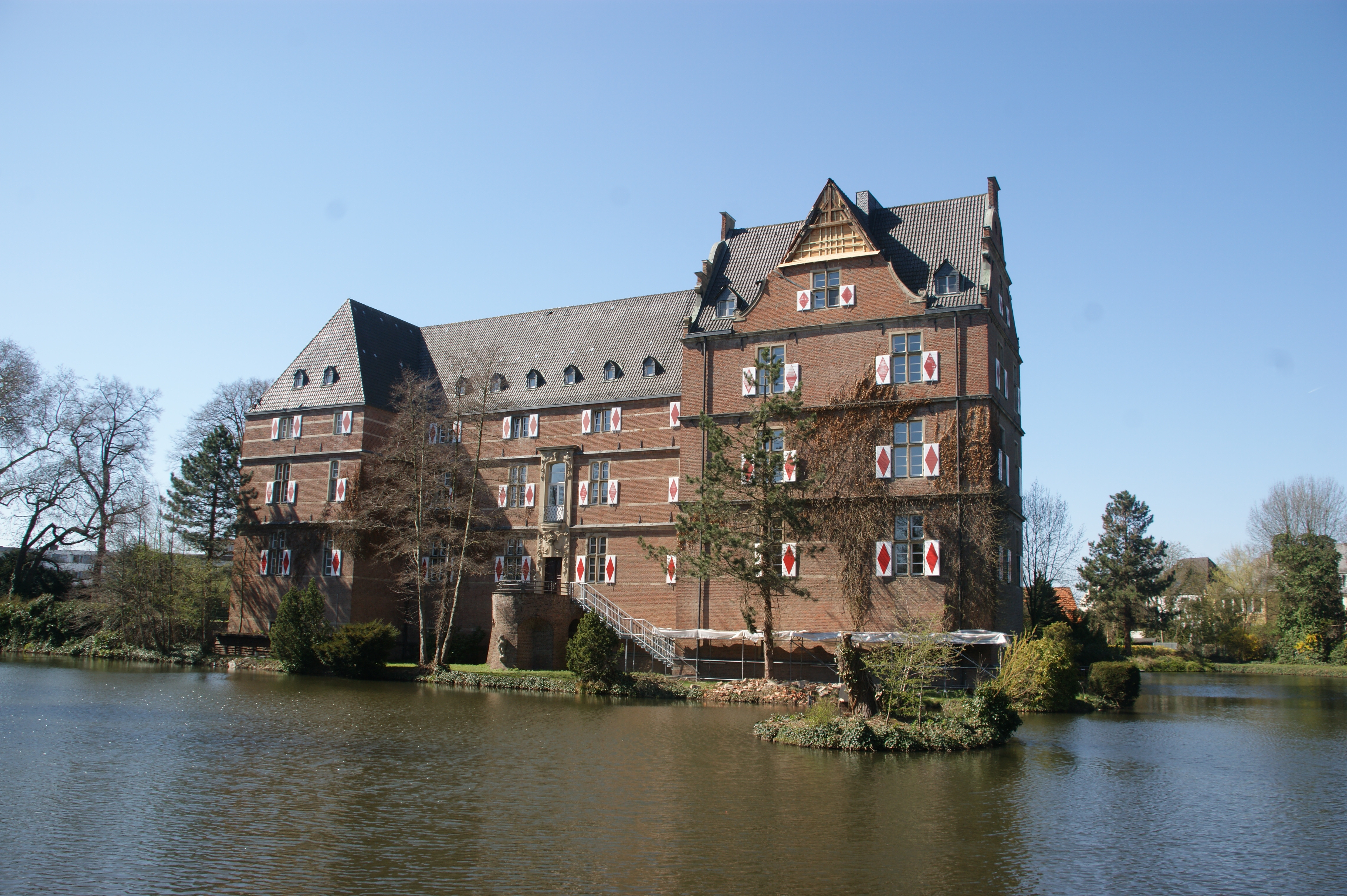
Schloss Bedburg

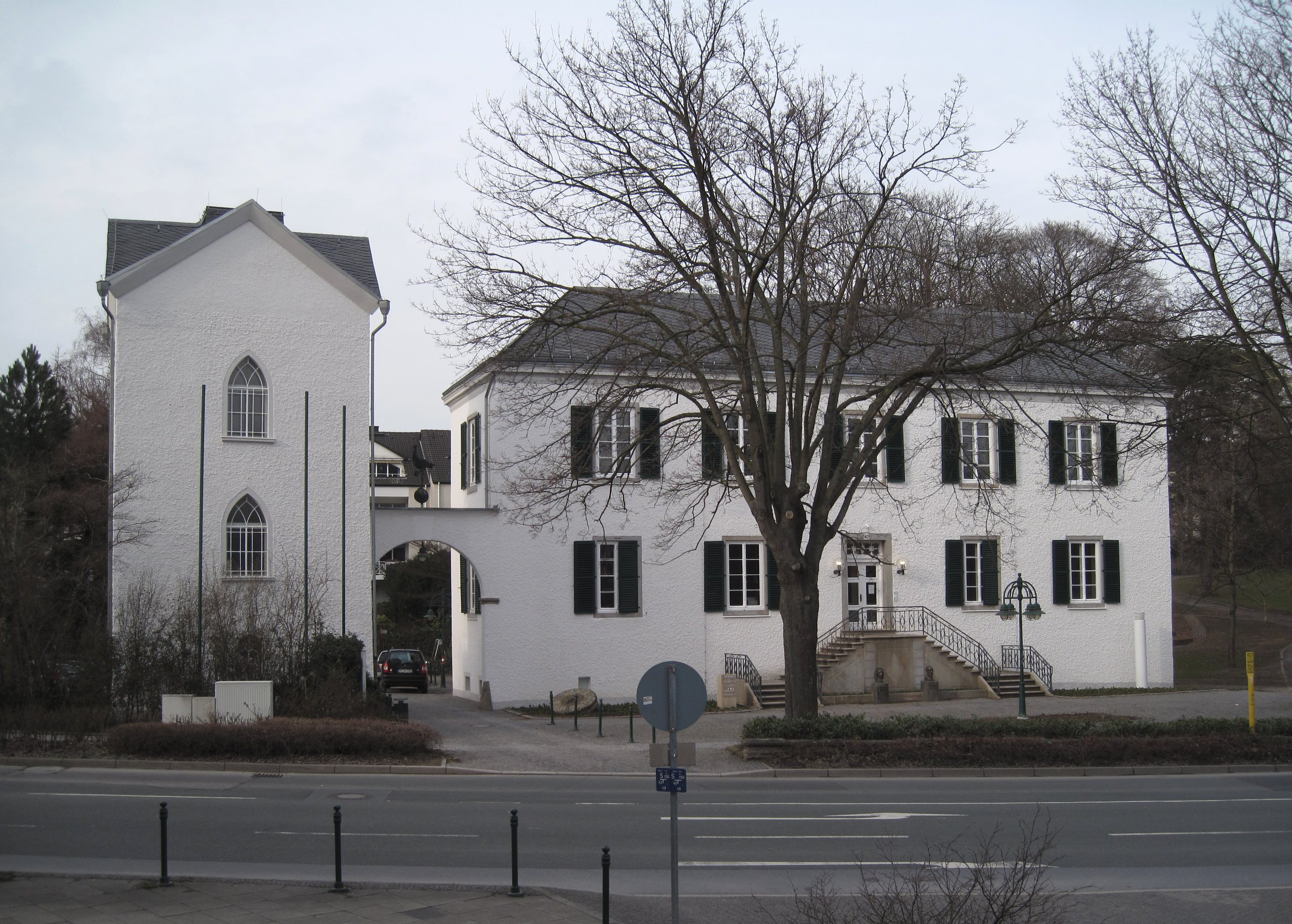
Haus Letmathe

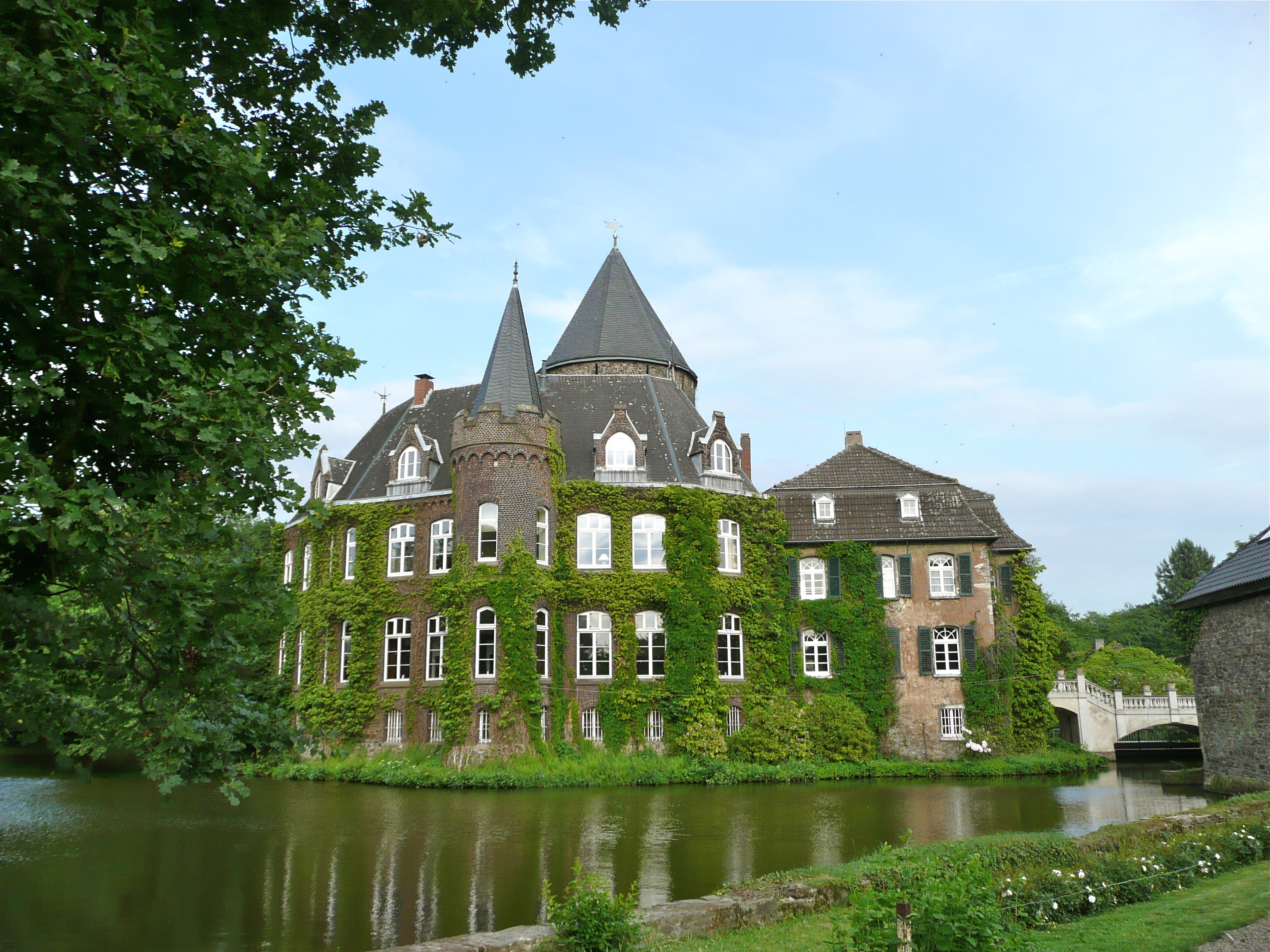
Schloss Linnep

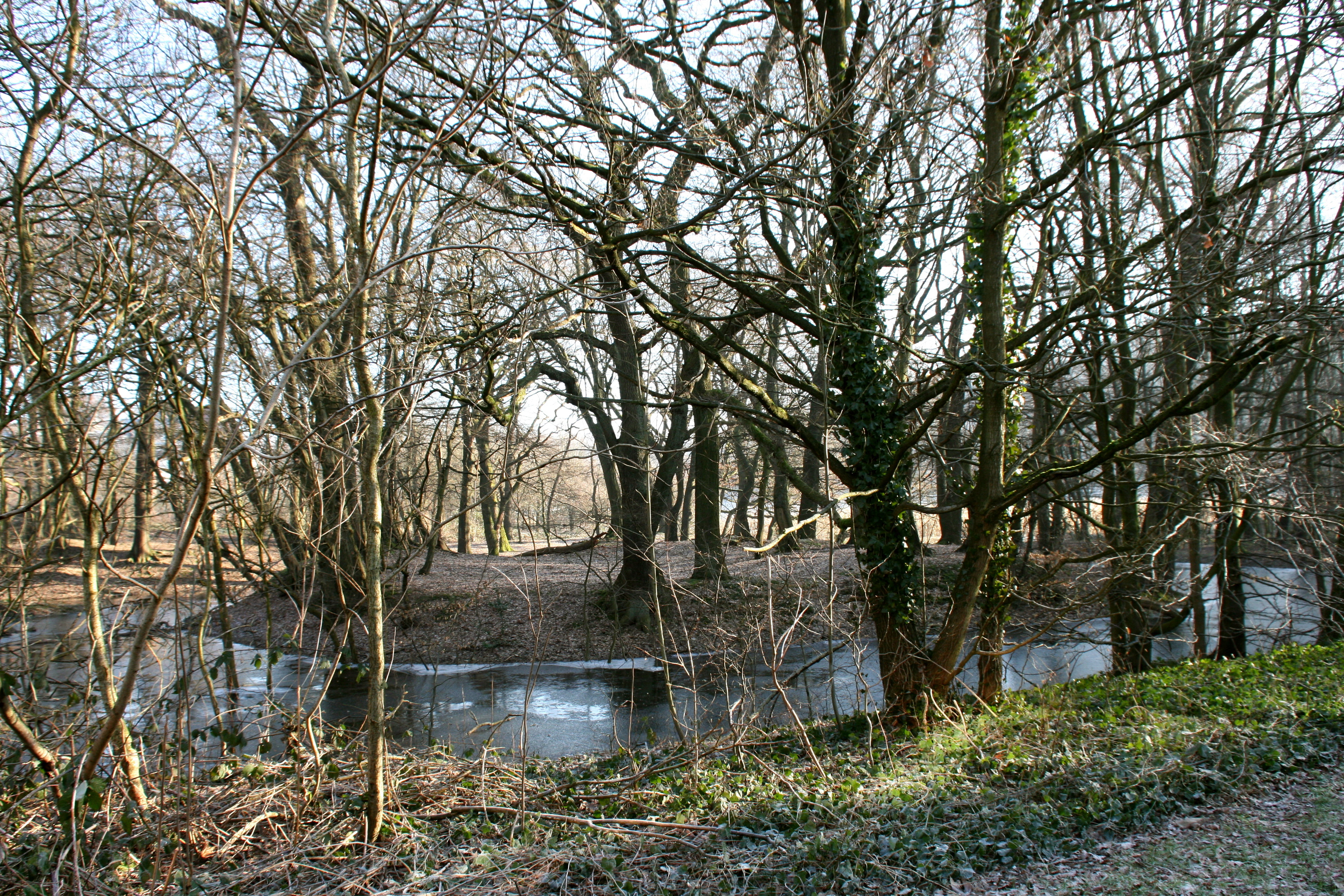
Burgstelle Haus Vittinghoff, Essen

Zur Grafschaft Limburg zählten im 17. Jahrhundert die sieben Kirchspiele und Herrensitze Berchum, Kloster Elsey, Ergste, Gerkendahl, Hennen, Letmathe und Ohle. Im Hoch- und Spätmittelalter gehörten auch die Herrschaften Broich und Styrum bei Mülheim an der Ruhr sowie die Herrschaften Bedburg und Hackenbroich bei Dormagen dazu. Im 16. und 17. Jahrhundert kamen noch die Herrschaften Linnep bei Ratingen und Gemen bei Borken hinzu. Darüber hinaus besaßen die Regenten der Grafschaft zahlreiche Güter, Höfe und Rechtsansprüche im Bergischen Land, im Rheinland und in Westfalen.
Das bis zum Ende des Heiligen Römischen Reiches (1806) bestehende, 1808 aufgelöste kleine Territorium umfasste nach der preußischen Gebietsreform 1816 den westlichen Teil des Kreises Iserlohn mit den Gemeinden Berchum, Elsey, Ergste, Hennen, Letmathe (seit 1935 Stadt), Limburg an der Lenne (1876 umbenannt in Hohenlimburg und seit 1903 Stadt), Oestrich und Reh. 
Seit 1975 erstreckt es sich auf den Stadtteil Ergste der Stadt Schwerte im Kreis Unna, die Stadtteile Hennen, Letmathe und Oestrich der Stadt Iserlohn im Märkischen Kreis und die Stadtteile Berchum, Elsey, Hohenlimburg und Reh der kreisfreien Stadt Hagen.

## Entwicklung des Territoriums
Um 1190 wurde die Grafschaft Altena, in der eine Nebenlinie der Grafen von Berg, die Grafen von Altena, regierte, zwischen den nunmehr entstehenden Linien Altena-Mark und Altena-Isenberg geteilt. Bis 1225 war das Gebiet der späteren Grafschaft Limburg ein Teil des Isenberger Besitzes. 
Um 1220 entstand bei Elsey als Familienstiftung des Grafenhauses Isenberg das Kloster Elsey, das vom Spätmittelalter bis zur Auflösung 1810 ein adeliges Damenstift war. Neben der Kirche in Hennen zählt die Stiftskirche in Elsey zu den ältesten erhaltenen Sakralbauten im Gebiet der früheren Grafschaft Limburg. 
1226, ein Jahr nach dem von Graf Friedrich II. von Isenburg zu verantwortenden Tod des Kölner Erzbischofs Engelbert I. von Köln bei Gevelsberg, wurde das Territorium des Grafen von Isenberg von seinem Cousin, Graf Adolf I. von der Mark, als „herrenloses Gut“ eingezogen. Wahrscheinlich entstand zu dieser Zeit oder wenig später die Raffenburg der Erzbischöfe von Köln. Diese Befestigung sollte als Landesburg die Ostgrenze des Kölnischen Territoriums gegenüber der Grafschaft Mark und ab 1242 zusätzlich auch der Grafschaft Limburg sichern.

## Landesherrschaft im Mittelalter
Der Sohn Friedrichs von Isenberg, Graf Dietrich von Altena-Isenberg (* um 1215, † 1301), versuchte sein Erbe mit Hilfe seines Onkels, Herzog Heinrich von Limburg, der auch Graf von Berg war, militärisch durchzusetzen (Isenberger Wirren). Die Grafen, und später Herzöge, von Berg waren bis 1612 bzw. 1669 auch die Lehnsherren der Grafen von Limburg und deren Nachfolger. 
1242 erhielt Graf Dietrich von Altena-Isenberg einen kleinen Teil des väterlichen Territoriums zwischen Ruhr, Lenne und Hönne. In diesem Gebiet konnte er zwei Adelssitze als Lehen vergeben: Haus Berchum und Haus Letmathe. Er nannte seine dortige Burg Limburg und sich selbst danach auch Graf von Limburg, in Erinnerung an die Familie seiner Mutter Sophie aus dem Hause der Herzöge von Limburg und Niederlothringen, vielleicht auch zur vorsorglichen Begründung von Erbansprüchen, denn das Herzogshaus erlosch 1283, was den Limburger Erbfolgestreit auslöste, in den Dietrich verwickelt war. 1288 stand er auf Seiten des Kölner Erzbischofs Siegfried von Westerburg. Der Sieger der Schlacht bei Worringen, Herzog Johann I. von Brabant, stürmte im Nachhinein die Hohenlimburg und zwang Dietrich mit seiner Familie zur Flucht nach Styrum, wo er gemeinsam mit seinem Sohn Eberhard ein altes königliches Hofgut besaß, auf dem er 1289 ein erstes Burghaus mit Befestigung errichtete, das Schloss Styrum. Weitere Besitztümer besaß Graf Dietrich im Kirchspiel Mülheim, den Altenhof. Ihre Nachfolger vermehrten den Besitz 1370 durch das Haus Vitinghof bei Neu-Isenburg in Essen, 1422 durch die Herrschaften Bedburg und Hackenbroich. Kleine Güter und Rechte an Höfen und Einnahmen besaß das Grafenhaus Limburg in Dortmund und bei Unna. Über das Grafenhaus Neuenahr-Alpen wurde im 16. Jahrhundert auch die Herrschaft Linnep bei Ratingen ein Zubehör der Grafschaft. 
In Styrum und Broich bildeten sich im 13. und 14. Jahrhundert die Nebenlinien Limburg-Styrum und Limburg-Broich. Letztere entstand durch die 1371 vollzogene Hochzeit Dietrichs IV. von Limburg mit Lukardis, Erbtochter der Edelherren von Broich, und den Tod von Lukardis Vater, Dietrich V. von Broich, im Jahr 1372. Die Edelherren von Broich waren damit im Mannesstamm ausgestorben. Die Herrschaft Broich, inklusive Schloss Broich, fiel somit über Lukardis an Dietrich IV. von Limburg, d. h. die Grafen von Limburg Hohenlimburg. Durch Erbfolge gelangte Broich 1508 an das 1682 ausgestorbene Grafengeschlecht Daun-Falkenstein, das bis 1542 auch die Grafschaft und das Schloss Hohenlimburg besaß. Das Haus Limburg-Styrum regierte in einem Zweig bis zu dessen Erlöschen im Jahr 1800 die Herrschaft Gemen, in einem anderen Zweig bis zur Mediatisierung 1806 die Herrschaft Styrum (dieser Zweig erlosch 1809); ein dritter Zweig regierte über die Herrschaft Borculo, dieser Zweig besteht noch heute in Belgien und den Niederlanden und führt seit 1522 den Titel Grafen von Limburg-Stirum.

### Erbstreitigkeiten um die Grafschaft
Das Grafenhaus Limburg war zum Ende des 15. Jahrhunderts finanziell ruiniert, politisch angeschlagen und stand vor dem Aussterben. Die Linie Alpen des Grafenhauses Neuenahr versuchte seit dem 15. Jahrhundert in den Besitz der Grafschaft Limburg zu gelangen. Zwischen den Grafenhäusern Neuenahr und Limburg wurden Verhandlungen geführt und eine Heiratspolitik praktiziert.

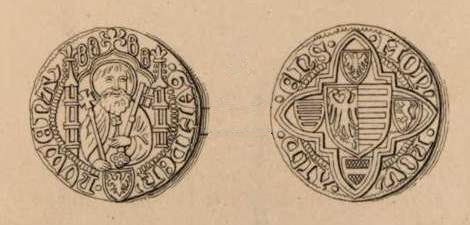
Weißpfennig Gumprechts II. von Neuenahr mit u. a. dem Limburger Wappen, 2. Hälfte des 15. Jahrhunderts

1442 vermachte Graf Wilhelm I. von Limburg-Broich nach einem Erbvertrag von 1425 die Grafschaft Limburg seiner 1406 geborenen Tochter Margarethe, die mit Graf Gumprecht II. von Neuenahr verheiratet war, der hohe politische Ämter in der Reichsverwaltung bekleidete. Bereits 1435 hatte das Ehepaar aus dem Besitz der Grafschaft die Herrschaft Bedburg erhalten. Das Grafenhaus Neuenahr erlangte jedoch nur zur Hälfte den Besitz an der Grafschaft. Mit der Grafschaft und dem Schloss Limburg wurde nach dem Tod von Graf Wilhelm I. von Limburg 1449 das Grafenhaus Limburg-Broich belehnt. Es kam zu einer Fehde zwischen den Grafen von Neuenahr, die das Schloss Hohenlimburg besetzt hielten, und den Grafen von Limburg-Broich. Die militärischen Aktionen führten zu keiner Lösung des Problems. Um die Rechtsverhältnisse abschließend zu klären, unterwarfen sich die beiden Parteien 1460 nach den langjährigen Erbstreitigkeiten einem Schiedsspruch der Kurfürsten von Köln. Danach besaßen die Grafenhäuser Limburg-Broich und Neuenahr jeweils zur Hälfte Anteile am Besitz der Grafschaft Limburg. 1461 teilte sich das Haus Neuenahr in die Linien Alpen und Bedburg auf. Die Ansprüche auf die Grafschaft Limburg fielen an die Linie Neuenahr-Alpen.

## Landesherrschaft in der Frühen Neuzeit

### Die Grafen von Daun-Falkenstein
1505 wurde Graf Gumprecht (II.) IV. von Neuenahr-Alpen nach dem Tod seines Vaters Gumprecht (I.) III. von Neuenahr-Alpen (1465–1504) schon als Kleinkind vom römisch-deutschen König Maximilian I. mit der Grafschaft Limburg belehnt. Die Grafschaft war jedoch keine Reichsgrafschaft, so dass Maximilian I. nicht der eigentliche Ansprechpartner war, sondern stand unter der Lehnsherrschaft der Herzöge von Berg. Die Vormünder von Gumprecht (II.) IV. verglichen sich 1505 mit Graf Johann von Limburg-Broich, der 1484 von Herzog Wilhelm von Jülich-Berg mit Broich und einem Anteil an Limburg belehnt worden war.
Graf Johann von Limburg hatte seine adoptierte Erbtochter Irmgard von Sayn 1505 mit Graf Wirich V. von Daun-Falkenstein verheiratet. Mit Graf Johann starb 1511 der letzte männliche Vertreter der alten Linie Limburg und Limburg-Broich. 
Die Grafen von Daun-Falkenstein, ursprünglich aus der Eifel stammend und in der Pfalz begütert, wurden als Nachfolger der Grafen von Limburg-Broich mit dem Erbteil belehnt. Auf diesem Weg gelangten sie auch in den Besitz der Grafschaft Limburg. Graf Wirich V. von Daun-Falkenstein war ein einflussreicher Hofrat der Herzöge von Jülich-Kleve-Berg. Auch übte er 1535 das Amt des Oberbefehlshabers der kaiserlichen und erzbischöflichen Truppen aus, die das  Täuferreich in Münster belagerten und niederschlugen.

### Die Grafen von Neuenahr erlangen die Landesherrschaft
1542 schenkte Graf Wyrich seiner Tochter Amöna im Ehevertrag mit Graf Gumprecht (II.) IV. von Neuenahr-Alpen die Grafschaft Limburg mit Zubehör und Rechten und wurde im Mai 1546 durch die Herzöge von Berg mit der Grafschaft Limburg belehnt. Nach seinem Tod 1555 erbte sein einziger Sohn Adolf die Besitztümer. Adolf und seine Schwestern Amalia und Magdalena wurden am Hof des reformationsgeschichtlich bedeutenden Grafen Hermann von Neuenahr und Moers (1520–1578) auf Schloss Moers erzogen. 
Ab 1572 trat Adolf als Regent in Erscheinung. Er heiratete seine rund 20 Jahre ältere Tante Anna Walburga von Neuenahr und erbte so nach dem Tod seines Onkels Hermann den umfangreichen Besitz der Grafen von Neuenahr-Bedburg am Niederrhein. Zwischen 1583 und 1589 war Graf Adolf eine führende Gestalt im Kölner Krieg und befehligte das Heer des abtrünnigen Erzbischofs Gebhard I. von Waldburg. Bereits 1584 eroberten Truppen des Kaisers und des neuen Erzbischofs Ernst von Bayern die Territorien von Graf Adolf. Nach mehrwöchiger Belagerung fiel auch Schloss Hohenlimburg in die Hände dieser Truppen, die erst 1610 die Grafschaft Limburg verließen.

### Das Grafenhaus Bentheim-Tecklenburg
Der frühe und kinderlose Tod von Graf Adolf von Neuenahr, Limburg und Moers 1589 bei einer Sprengstoffexplosion in Arnheim führte zu Erbstreitigkeiten. Ansprüche auf die Grafschaft und den Besitz wurden unter anderem von Graf Wirich VI. von Daun-Falkenstein gestellt. 
1592 wurde der Erbstreit durch die Belehnung des Grafen Arnold von Bentheim, der mit Magdalena von Neuenahr verheiratet war, entschieden. Da die Grafschaft und das Schloss Limburg seit 1584 und bis 1610 durch kölnische Truppen besetzt war, trat Graf Konrad Gumprecht von Bentheim erst 1612 die Regentschaft an.
Auf seinen frühen Tod 1619 folgte eine Krise. Seine Ehefrau Johannetta Elisabeth, Gräfin von Nassau-Dillenburg (1593–1654), übernahm für den gemeinsamen Sohn Wilhelm die vormundschaftliche Regentschaft. Als Wilhelm 1626 starb, erlosch auch die Nebenlinie Limburg des Grafenhauses Bentheim. Die Grafschaft wurde bis 1654 vertretungsweise durch Gräfin Johannetta Elisabeth regiert und fiel anschließend an den neuen Landesherrn Graf Moritz von Bentheim-Tecklenburg. 
Im Dreißigjährigen Krieg wurde die Bevölkerung der Grafschaft durch zahlreiche Einquartierungen, Brandschatzungen, Plünderungen und vieles mehr stark betroffen. Zwischen 1633 und 1636 wurde das Schloss und die Ortschaft von kaiserlichen Truppen und dem Generalwachtmeister von Bönninghausen besetzt gehalten. 1636 brach eine große Pestepidemie aus, die Hunderte von Todesopfer unter der Bevölkerung forderte. 
Nur durch das Eingreifen des Grafen später Fürsten Johann Ludwig von Nassau-Hadamar, Bruder der Gräfin Johannetta Elisabeth und Gesandter am kaiserlichen Hof sowie bei den Friedensverhandlungen in Münster, konnte die Grafschaft für das Haus Bentheim-Tecklenburg vor Ansprüchen des brandenburgischen Kurfürstenhauses gerettet werden.
Nach einem Vergleich mit seinem Bruder Johann Adolf nahm 1681 Graf Friedrich Moritz zu Bentheim-Tecklenburg seine ständige Residenz auf dem Schloss Hohenlimburg. Er übte bis zu seinem Tod die Landesherrschaft in der Grafschaft Limburg aus. 1709 verlieh er der Ortschaft Limburg erweiterte Freiheitsprivilegien. Nach dem Tod seines Bruders Johann Adolf, der keine männlichen Nachfolger hinterließ, trat Graf Friedrich Moritz 1704 auch die Regentschaft in den übrigen Territorien des Grafenhauses an. Bereits 1707 verlor das Grafenhaus die restlichen Anteile an der Reichsgrafschaft Tecklenburg an Preußen. Als Herrschaft war dem Grafenhaus Bentheim-Tecklenburg der volle Besitz der Grafschaft Limburg und ein Anteil von 3/4 an der Herrschaft Rheda geblieben.
Eine letzte Blütezeit erlebte die Grafschaft Limburg in der ersten Hälfte des 18. Jahrhunderts unter Graf Moritz Casimir I., der Graf Friedrich Moritz und seiner Mutter Christiane Marie von Lippe-Brake, die bis um 1720 für ihren Sohn regierte, nachfolgte. Ab 1720 diente das Schloss als Hauptresidenz der Grafen von Bentheim-Tecklenburg. Auf dem Schloss und in der Grafschaft entwickelte sich ein reiches gesellschaftliches und wirtschaftliches Leben, das Auswirkungen bis in das 19. Jahrhundert haben sollte.
1729 erlangte Graf Moritz Casimir I. von Bentheim-Tecklenburg im Berliner Vergleich mit Preußen die volle Lehnshoheit über sein Territorium. Gegen die Zahlung einer hohen Geldsumme sowie den Verzicht auf alle bestehenden und zukünftigen Ansprüche an der Grafschaft Tecklenburg wurde die Grafschaft Limburg reichsunmittelbar und von Preußen gegenüber dem Reich vertreten. Die Herrschaft Rheda gelangte in den Vollbesitz des Grafenhauses. 
1756 verlegte Graf Moritz Casimir I. die Hauptresidenz nach Rheda. Seit dieser Zeit diente das Schloss Hohenlimburg nur noch als Sitz der Landesverwaltung und Nebenresidenz für Angehörige des Grafenhauses.

### Ende der Grafschaft Limburg
Nach dem Ende des Alten Reichs im August 1806 war die Grafschaft unter dem Landesherrn Graf Emil Friedrich I. zu Bentheim-Tecklenburg für kurze Zeit ein souveräner Kleinstaat.
Napoleon ergriff 1808 Besitz über die Region:
- im Januar 1808 über das Großherzogtum Berg,
- am 8. Mai über die Grafschaft Mark,
- am 10. Mai über die Reichsstadt Dortmund,
- am 12. Mai dann auch über die Grafschaft Limburg.

Im Jahre 1813 kam die Grafschaft provisorisch zu Preußen.
Auf dem Wiener Kongress 1815 wurde die Grafschaft endgültig Preußen zugesprochen. Seit 1817 war das Gebiet ein Teil des preußischen Kreises Iserlohn. Der westliche Teil des früheren Territoriums mit Hohenlimburg wurde 1975 ein Teil der kreisfreien Stadt Hagen; die östlichen Teile gehören heute zu den Städten Schwerte im Kreis Unna und Iserlohn im Märkischen Kreis.

## Regierende Grafen

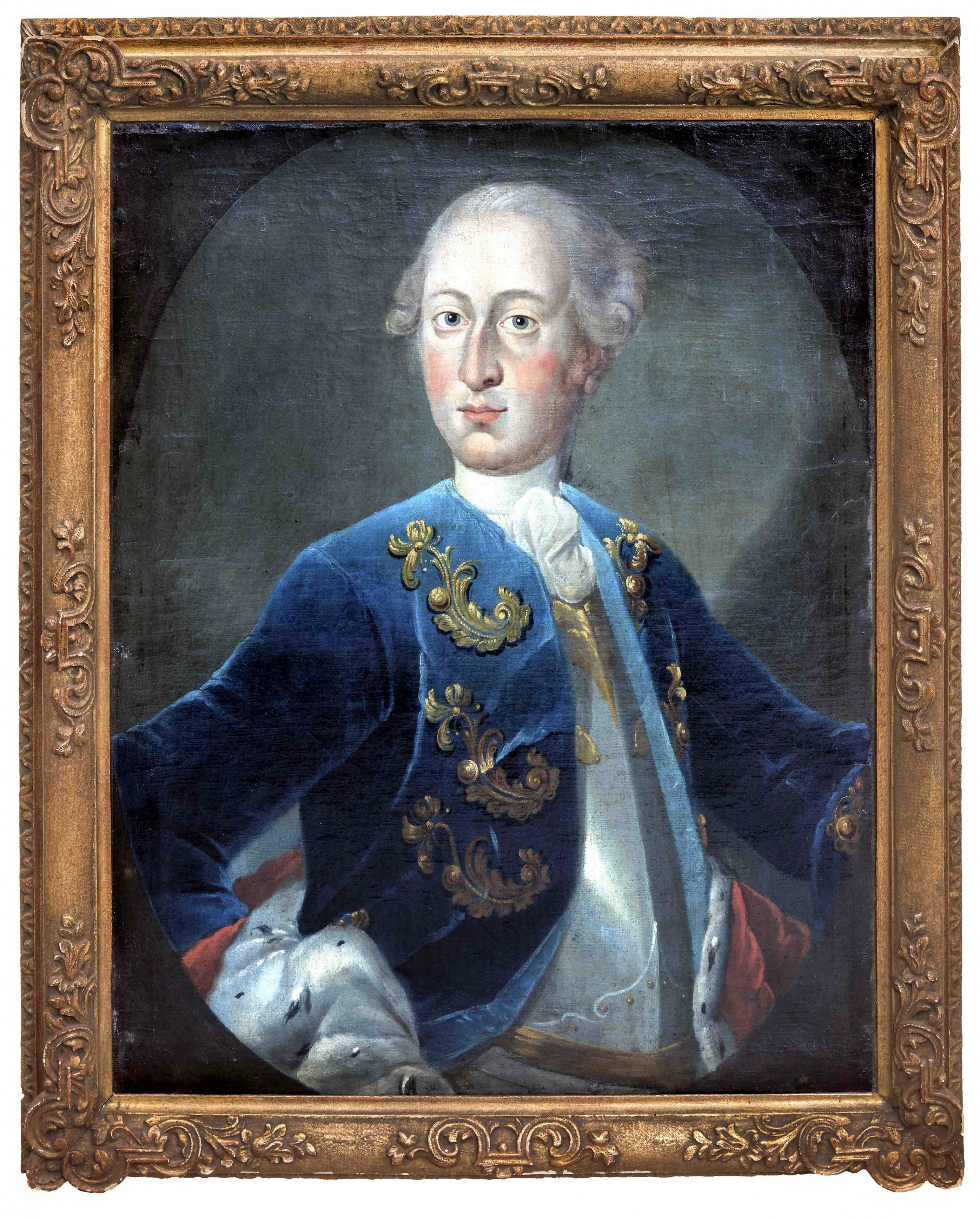
Graf Moritz Casimir II. von Bentheim-Tecklenburg (1735–1805)

- 1242–1301 Dietrich von Altena-Isenberg
- 1301–1304 Eberhard I. von Isenberg-Limburg
- 1304–1364 Dietrich III. von Limburg
- 1364–1400 Dietrich IV. von Limburg, Enkel von Dietrich III.
- 1400–1412 Dietrich V. von Limburg-Broich
- 1400–1442 Wilhelm I. von Limburg-Broich
- 1442–1459 Gumprecht II. von Neuenahr

Von 1459 bis 1546 als Kondominium:
| 1459–1473 Wilhelm II. von Limburg-Broich 1459–1478 Dietrich VI. von Limburg-Broich 1459–1486 Heinrich von Limburg-Broich 1473–1508 Johann von Limburg-Broich 1508–1546 Wirich V. von Daun-Falkenstein |  | 1459–1484 Gumprecht II. von Neuenahr 1484–1504 Gumprecht (I.) III. von Neuenahr-Alpen 1504–1546 Gumprecht (II.) IV. von Neuenahr-Alpen |

1546–1555 Gumprecht (II.) IV. von Neuenahr-Alpen, heiratete 1542 Amöna von Daun-Falkenstein
1555–1570 Hermann von Neuenahr und Moers und Amöna von Daun-Falkenstein als Vormünder Adolfs von Neuenahr
(1555–) 1570–1589 Adolf von Neuenahr
1589–1602 Amalia von Neuenahr-Alpen, Halbschwester von Adolf
1602–1612 Magdalena von Neuenahr-Alpen, Schwester von Adolf
1612–1618 Konrad Gumprecht von Bentheim-Limburg, Sohn von Magdalena
1618–1626 Wilhelm von Bentheim-Limburg, Sohn von Konrad Gumprecht
(1618–1626 und 1629–1654) Regentin Johannetta Elisabeth von Bentheim-Limburg, Witwe von Konrad Gumprecht
1626–1629 Friedrich Ludolf von Bentheim-Tecklenburg
1629–1643 Moritz von Bentheim-Tecklenburg zusammen mit Bruder Friedrich Ludwig von Bentheim-Tecklenburg
1643–1674 Moritz von Bentheim-Tecklenburg
1674–1681 Johann Adolf von Bentheim-Tecklenburg zusammen mit Bruder Friedrich Moritz von Bentheim-Tecklenburg
1681–1710 Friedrich Moritz von Bentheim-Tecklenburg
1710–1768 Moritz Kasimir I. von Bentheim-Tecklenburg
1768–1805 Moritz Kasimir II. von Bentheim-Tecklenburg
1805–1806 Moritz Kasimir III. von Bentheim-Tecklenburg
1806–1817 Emil Friedrich von Bentheim-Tecklenburg
Standesherrschaftliche Rechte (zum Beispiel Gerichtsbarkeit) durch die Fürsten von Bentheim-Tecklenburg von 1817 bis 1848. Die Schlossanlage und umfangreicher Grundbesitz in Hohenlimburg befinden sich noch heute im Eigentum der Familie Bentheim-Tecklenburg.